# 扶桑町長
扶桑町長（ふそうちょうちょう）は、愛知県丹羽郡扶桑町の首長である。現職者は鯖瀬武。

## 現職者
鯖瀬武（2020年（令和2年）5月13日就任、2期目） 

## 歴代町長
町政が実施された1959年（昭和34年）1月28日に就任した初代・亀井定一から2020年（令和2年）4月26日に初当選した鯖瀬武まで、21代11人の町長がいる。
| 歴代扶桑町長                                            |     |                            |           |                            |                                                                          |                          |      |                                   |
| 代a                                                     | 代b | 肖像                       | 氏名      | 就任年月日                 | 退任年月日                                                               | 主な職歴                 | 期数 | 備考                              |
| 昭和時代（昭和天皇在位：1926年12月25日 - 1989年1月7日） |     |                            |           |                            |                                                                          |                          |      |                                   |
| 扶桑村長（公選）                                        |     |                            |           |                            |                                                                          |                          |      |                                   |
| 1                                                       | 1   |                            | 近藤盛保  | 1947年（昭和22年）04月05日 | 1948年（昭和23年）09月13日                                               | 扶桑村議会議員           | 1    | 扶桑町初の公選村長                |
| 2                                                       | 2   |                            | 仙田 明一 | 1948年（昭和23年）10月20日 | 1950年（昭和25年）12月18日                                               | 陸軍軍人、陸上自衛官     | 1    |                                   |
| 3                                                       | 3   |                            | 亀井 定一 | 1951年（昭和26年）01月28日 | 1951年（昭和26年）01月27日                                               |                          | 1    | 初代扶桑町長に引き続き就任        |
| 扶桑町長（公選）                                        |     |                            |           |                            |                                                                          |                          |      |                                   |
| 1                                                       | 1   |                            | 亀井 定一 | 1951年（昭和26年）01月28日 | 1955年（昭和30年）01月27日                                               | 扶桑村長                 | 1    | 扶桑町初の公選町長 1期目4年を満了 |
| 2                                                       | 2   |                            | 北折 博   | 1955年（昭和30年）01月28日 | 1959年（昭和34年）01月27日                                               | 扶桑村議会議員           | 2    | 1期目4年を満了                    |
| 2                                                       | 3   | 1959年（昭和34年）01月28日 | 北折 博   | 1963年（昭和34年）01月27日 | 2期目4年を満了                                                           | 扶桑村議会議員           | 2    |                                   |
| 3                                                       | 4   |                            | 仙田 明一 | 1963年（昭和38年）01月28日 | 1967年（昭和42年）01月27日                                               | 陸軍軍人、陸上自衛官     | 3    | 1期目4年を満了                    |
| 3                                                       | 5   | 1967年（昭和42年）01月28日 | 仙田 明一 | 1971年（昭和46年）01月27日 | 2期目4年を満了                                                           | 陸軍軍人、陸上自衛官     | 3    |                                   |
| 3                                                       | 6   | 1971年（昭和46年）01月28日 | 仙田 明一 | 1975年（昭和50年）01月27日 | 3期目4年を満了                                                           | 陸軍軍人、陸上自衛官     | 3    |                                   |
| 4                                                       | 7   |                            | 亀井 淳二 | 1975年（昭和50年）01月28日 | 1979年（昭和54年）01月27日                                               | 株式会社亀井製作所創業者 | 2    | 1期目4年を満了                    |
| 4                                                       | 8   | 1979年（昭和54年）01月28日 | 亀井 淳二 | 1982年（昭和57年）09月28日 | 2期目途中で辞職                                                          | 株式会社亀井製作所創業者 | 2    |                                   |
| 5                                                       | 9   |                            | 高木 正巳 | 1982年（昭和57年）10月24日 | 1984年（昭和59年）04月22日                                               | 扶桑町収入役、助役       | 1    | 1期目途中で辞職                   |
| 6                                                       | 10  |                            | 千田 英明 | 1984年（昭和59年）05月13日 | 1988年（昭和63年）05月12日                                               | 扶桑町収入役、助役       | 2    | 1期目4年を満了                    |
| 6                                                       | 11  | 1988年（昭和54年）05月13日 | 千田 英明 | 1991年（平成03年）05月31日 | 2期目途中で辞職                                                          | 扶桑町収入役、助役       | 2    |                                   |
| 平成（明仁在位：1989年1月7日 - 2019年4月30日）          |     |                            |           |                            |                                                                          |                          |      |                                   |
| 7                                                       | 12  |                            | 澤田 正夫 | 1991年（平成03年）06月09日 | 1995年（平成07年）06月08日                                               | 扶桑町収入役、助役       | 2    | 1期目4年を満了                    |
| 7                                                       | 13  | 1995年（平成07年）06月9日  | 澤田 正夫 | 1999年（平成11年）02月25日 | 2期目途中で辞職                                                          | 扶桑町収入役、助役       | 2    |                                   |
| 8                                                       | 14  |                            | 河田 幸男 | 1999年（平成11年）04月25日 | 2003年（平成15年）04月24日                                               | 扶桑町助役               | 2    | 1期目4年を満了                    |
| 8                                                       | 15  | 2003年（平成15年）04月25日 | 河田 幸男 | 2004年（平成16年）08月01日 | 2期目途中で辞職                                                          | 扶桑町助役               | 2    |                                   |
| 9                                                       | 16  |                            | 江戸 満   | 2004年（平成16年）08月29日 | 2008年（平成20年）08月28日                                               | 陸上自衛官               | 3    | 1期目4年を満了                    |
| 9                                                       | 17  | 2008年（平成20年）08月29日 | 江戸 満   | 2012年（平成24年）08月28日 | 2期目4年を満了                                                           | 陸上自衛官               | 3    |                                   |
| 9                                                       | 18  | 2012年（平成24年）08月29日 | 江戸 満   | 2016年（平成28年）05月12日 | 3期目途中で辞職                                                          | 陸上自衛官               | 3    |                                   |
| 10                                                      | 19  |                            | 千田 勝隆 | 2016年（平成28年）05月13日 | 2020年（令和02年）05月12日                                               | 扶桑町議会議員           | 1    | 1期目4年を満了                    |
| 令和（今上天皇在位：2019年5月1日 - ）                   |     |                            |           |                            |                                                                          |                          |      |                                   |
| 11                                                      | 20  |                            | 鯖瀬 武   | 2020年（令和02年）05月13日 | 2024年（令和06年）05月12日                                               | 扶桑町役場総務部長       | 2    | 1期目4年を満了                    |
| 11                                                      | 21  | 2024年（令和06年）05月13日 | 鯖瀬 武   | 現職                       | 2024年（令和6年）4月16日、再選。現在2期目で、任期満了日は2028年5月12日。 | 扶桑町役場総務部長       | 2    |                                   |

## 各種記録
| 肖像               | 氏名         | 情報                                                                              |
| 最年長の町長       | 最年長の町長 | 最年長の町長                                                                      |
| ------------------ | ------------ | --------------------------------------------------------------------------------- |
|                    | 江戸 満      | 71歳で町長就任。退任時は83歳で、愛知県内の首長の中で最高齢だった。                |
| 最年少の町長       |              |                                                                                   |
|                    | 仙田 明一    | 51歳で町長就任。扶桑村長の経験もあり、村長には37歳で就任していた。                |
| 任期の最も長い町長 |              |                                                                                   |
|                    | 仙田 明一    | 1963年（昭和38年）1月28日から1975年（昭和50年）1月27日まで、3期12年の任期を満了。 |

存命中の町長経験者
2022年（令和4年）5月12日に江戸満が死去したため、現職者の鯖瀬武を除く存命中の町長経験者は、千田勝隆のみである。
| 写真 | 氏名     | 在任期間        | 生年月日              | 現所属政党 | 現在の政治活動                   |
| ---- | -------- | --------------- | --------------------- | ---------- | -------------------------------- |
|      | 千田勝隆 | 2016年 - 2020年 | 1953年7月10日（72歳） | 無所属     | （2020年の扶桑町長選挙で落選。） |

## 町長選挙
初代の扶桑町長は、亀井定一が引き続き就任。同町長は1955年（昭和30年）1月27日に任期満了で退任。その後の町長選挙について、以下に記す。

### 第1回（1955年）
- 1955年1月16日実施
- 当選者 - 北折博
- 投票率 -  90.2%

### 第2回（1959年）
- 1959年1月25日実施
- 当選者 - 北折博
- 投票率 -  83.6%

### 第3回（1963年）
- 1963年1月20日実施
- 当選者 - 仙田明一
- 投票率 -  74.0%

### 第4回（1966年）
- 1966年12月28日実施
- 当選者 - 仙田明一
- 投票率 -  無投票

### 第5回（1970年）
- 1970年12月28日実施
- 当選者 - 仙田明一
- 投票率 -  無投票

### 第6回（1975年）
- 1975年1月12日実施
- 当選者 - 亀井淳二
- 投票率 -  77.46%

### 第7回（1979年）
- 1979年1月14日実施
- 当選者 - 亀井淳二
- 投票率 -  無投票

### 第8回（1982年）
- 1982年10月24日実施
- 当選者 - 高木正巳
- 投票率 -  76.77%

### 第9回（1984年）
- 1984年5月13日実施
- 当選者 - 千田英明
- 投票率 -  84.74%

### 第10回（1988年）
- 1988年4月24日実施
- 当選者 - 千田英明
- 投票率 -  無投票

### 第11回（1991年）
- 1991年6月9日実施
- 当選者 - 澤田正夫
- 投票率 -  61.15%

### 第12回（1995年）
- 1995年5月21日実施
- 当選者 - 澤田正夫
- 投票率 -  無投票

### 第13回（1999年）
- 1999年4月25日実施
- 当選者 - 河田幸男
- 投票率 -  59.73%

### 第14回（2003年）
- 2003年4月27日実施

無投票で河田幸男が再選。

### 第15回（2004年）
- 2004年8月29日実施

※当日有権者数：人 最終投票率：44.51%（前回比：-15.22pts）
| 候補者名 | 年齢 | 所属党派 | 新旧別 | 得票数  | 得票率 | 推薦・支持         |
| -------- | ---- | -------- | ------ | ------- | ------ | ------------------ |
| 江戸満   | 71   | 無所属   | 新     | 5,351票 | 47.42% | （推薦）自由民主党 |
| 矢嶋恵美 | 51   | 無所属   | 新     | 3,479票 | 30.83% |                    |
| 石田保   | 66   | 無所属   | 新     | 2,454票 | 21.74% | （推薦）日本共産党 |

### 第16回（2008年）
- 2008年8月24日実施

※当日有権者数：人 最終投票率：36.76%（前回比：-7.75pts）
| 候補者名 | 年齢 | 所属党派 | 新旧別 | 得票数  | 得票率 | 推薦・支持 |
| -------- | ---- | -------- | ------ | ------- | ------ | ---------- |
| 江戸満   | 75   | 無所属   | 現     | 6,910票 | 72.20% |            |
| 渡辺勝   | 66   | 無所属   | 新     | 2,660票 | 27.79% |            |

### 第17回（2012年）
- 2012年8月26日実施

※当日有権者数：人 最終投票率：28.05%（前回比：-8.71pts）
| 候補者名 | 年齢 | 所属党派 | 新旧別 | 得票数  | 得票率 | 推薦・支持 |
| -------- | ---- | -------- | ------ | ------- | ------ | ---------- |
| 江戸満   | 79   | 無所属   | 現     | 6,480票 | 87.87% |            |
| 石原嘉紀 | 55   | 無所属   | 新     | 894票   | 12.12% |            |

### 第18回（2016年）
- 2016年4月24日実施

※当日有権者数：27,098人 最終投票率：56.24%（前回比：28.19pts）
| 候補者名 | 年齢 | 所属党派 | 新旧別 | 得票数  | 得票率 | 推薦・支持 |
| -------- | ---- | -------- | ------ | ------- | ------ | ---------- |
| 千田勝隆 | 62   | 無所属   | 新     | 9,408票 | 61.72% |            |
| 梅村治男 | 64   | 無所属   | 新     | 5,256票 | 35.84% |            |

### 第19回（2020年）
- 2020年4月26日実施

※当日有権者数：28,140人 最終投票率：38.25%（前回比：17.99pts）
| 候補者名 | 年齢 | 所属党派 | 新旧別 | 得票数  | 得票率 | 推薦・支持                 |
| -------- | ---- | -------- | ------ | ------- | ------ | -------------------------- |
| 鯖瀬武   | 59   | 無所属   | 新     | 5,656票 | 53.16% |                            |
| 千田勝隆 | 66   | 無所属   | 現     | 4,984票 | 46.84% | （推薦）自由民主党・公明党 |

### 第20回（2024年）
- 2024年4月21日実施

無投票で鯖瀬武が再選。
- 第12回までの出典：『扶桑町史（下）』92頁